# Lumpenball

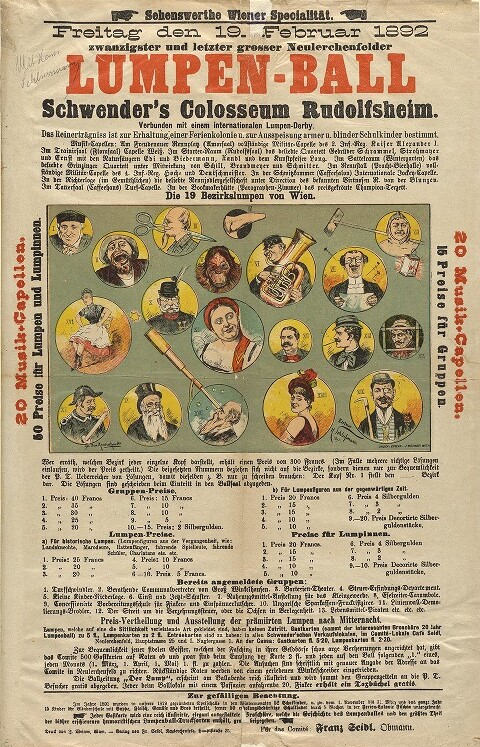
Plakat zum Lumpen-Ball in Schwenders Colosseum am 19. Februar 1892

Ein Lumpen- oder Fetzenball ist eine traditionelle Abendveranstaltung während der Karnevalszeit. 
Besonderes Merkmal eines Lumpenballs ist, dass die Besucher zwar ähnlich einem Kostümball verkleidet erscheinen, allerdings handelt es sich bei den Kostümen meistens um zerschlissene, abgetragene Kleidung (umgangssprachlich Lumpen, Fetzen). Im Rhein-Neckar-Dreieck (Kurpfalz) wird Lumpeball oft auch ohne „n“ geschrieben.
Der Lumpenball war eine Idee von Karl Schwender, dem Besitzer des Colosseums am Braunhirschengrund im heutigen 15. Wiener Gemeindebezirk Rudolfsheim-Fünfhaus. Er wurde erstmals 1872 abgehalten, allerdings auf polizeiliche Anordnung unter dem weitaus gesitteteren Titel „Ball in abgetragenen Kleidern“. Lumpen ist auch der Plural des Schimpfwortes Lump. Da das Vergnügungslokal ziemlich entlegen war, wurde vom Besitzer ein Zubringerdienst mit Kutschen und Omnibussen organisiert. Zum Lumpenball versammelten sich an den Haltestellen viele Schaulustige, um die Kostüme zu sehen.